# Tasgius pedator
Tasgius pedator är en skalbaggsart som först beskrevs av Johann Ludwig Christian Gravenhorst 1802.  Tasgius pedator ingår i släktet Tasgius, och familjen kortvingar. Arten är reproducerande i Sverige.